# 常楽寺 (八尾市)
常楽寺（じょうらくじ）は、大阪府八尾市郡川の融通念仏宗の寺院。河内西国霊場第25番札所。

## 歴史
常楽寺の創建は不明で、川辺観音として近隣の信仰があったところが南北朝時代には念仏聖の道場となった。1689年（元禄2年）、念誉上人により旧本堂が再建され、さらに1925年（大正13年）再建されたのが現本堂である。

## 境内
- 本堂 - 本尊・阿弥陀如来、本尊お前立（札所本尊）・十一面観音立像

## 札所
河内西国霊場
24 慈光寺　--　25 常楽寺　--　26 興法寺

## 交通
- 近鉄大阪線 信貴山口駅下車、徒歩5分

## 周辺情報
- 法蔵寺
- 神宮寺
- 薬王禅寺